# Gonzaque Lécureul

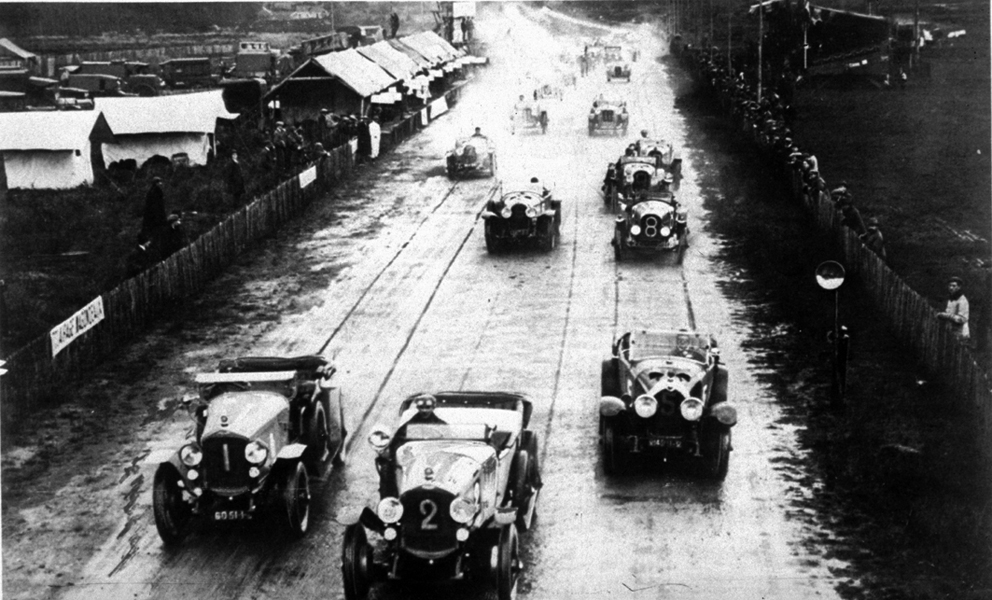
Der Excelsior Albert 1er (Startnummer 2) von Eugène Flaud und Gonzaque Lécureul beim Start zum 24-Stunden-Rennen von Le Mans 1923

Gonzague Marie Vital Georges Lécureul (* 17. Mai 1887 in Laval; † 31. Dezember 1984 in Cannes) war ein französischer Autorennfahrer.

## Karriere
Gonzaque Lécureul gehört zu den Fahrerpionieren des 24-Stunden-Rennens von Le Mans. Nach seinem Start beim Debütrennen 1923 war er noch vier weitere Male an der Sarthe am Start. Sein bestes Ergebnis war der sechste Gesamtrang 1927, der er gemeinsam mit seinem Landsmann André Marandet auf einem Werks-S.A.R.A. herausfuhr. Mit demselben Teamkollegen wurde er 1925 24. beim 24-Stunden-Rennen von Spa-Francorchamps.

## Statistik

### Le-Mans-Ergebnisse
| Jahr | Team                                                | Fahrzeug             | Teamkollege    | Platzierung     | Ausfallgrund |
| ---- | --------------------------------------------------- | -------------------- | -------------- | --------------- | ------------ |
| 1923 | Compagnie Nationale Excelsior                       | Excelsior Albert 1er | Eugène Flaud   | Rang 9          |              |
| 1925 | Société des Applications à Refroidissements par Air | S.A.R.A BDE          | André Marandet | Ausfall         | Defekt       |
| 1926 | Société des Applications à Refroidissements par Air | S.A.R.A. BDE         | André Marandet | Rang 11         |              |
| 1927 | Société des Applications à Refroidissements par Air | S.A.R.A. BDE         | André Marandet | Rang 6          |              |
| 1928 | Société des Applications à Refroidissements par Air | S.A.R.A SP7          | Emile Maret    | disqualifiziert |              |

### 24-St-Spa-Ergebnisse
| Jahr | Team                                              | Fahrzeug     | Teamkollege    | Platzierung | Ausfallgrund |
| ---- | ------------------------------------------------- | ------------ | -------------- | ----------- | ------------ |
| 1925 | Société des Automobiles à Refroidissement par Air | S.A.R.A. ATS | André Marandet | Rang 24     |              |